# Stade Jos Nosbaum

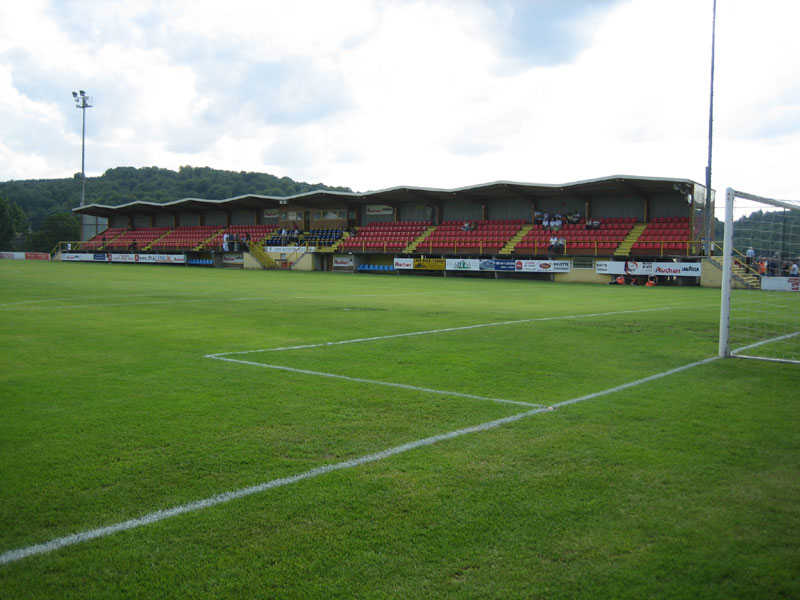
Stade Jos Nosbaum.

Stade Jos Nosbaum este un stadion de fotbal din orașul Dudelange, aflat în sudul Luxemburgului. În prezent gazduiește echipa F91 Dudelange, iar până în anul 1991, a gazduit US Dudelange. Stadionul are o capacitate de 2.558 de locuri.